# First Step
First Step je debitantski studijski album slovenske indie rock skupine Trus!, izdan pri založbah Moonlee Records in Založba Radio Študent marca 2013.

## Kritični odziv
Kritični odziv na album je bil izjemno pozitiven. Album je bil ob koncu leta uvrščen na vrh seznamov najboljših slovenskih albumov leta 2013.
V recenziji v reviji Mladina je Veljko Njegovan album ocenil s 5 zvezdicami in rekel: »Izrazito izvirna in sveža izdaja, za katero srčno upamo, da bo kmalu doživela nadaljevanje.« Tudi za RTV Slovenija je Miroslav Akrapović albumu dal oceno 5 in napisal: »/.../ lahkotnost in preprostost sobivanja neštetih glasbenih prvin, ki se zrcalijo na [skupininem] prvencu First Step, sta naravnost osvobajajoči in delujeta kot osvežilni obliž.«
Redakcija Radia Študent je album uvrstila na prvo mesto seznama Naj tolpa bumov 2013. Robert Suša je v recenziji zapisal: »TRUS! so raztrosili seme in se otresli bremena tistega prvič! Prvenec First Step je zorel kratek čas in tresnil na sceno s težo zrele hruške.«

### Priznanja
| objava        | uvrstitev | seznam               |
| ------------- | --------- | -------------------- |
| Radio Študent | 1.        | Naj tolpa bumov 2013 |

## Seznam pesmi
Vse pesmi je napisala skupina Trus!.
| Št. | Naslov                     | Dolžina |
| --- | -------------------------- | ------- |
| 1.  | „Come On‟                  | 3:55    |
| 2.  | „Blue‟                     | 3:10    |
| 3.  | „Whale Song‟               | 3:17    |
| 4.  | „Calling for Reason‟       | 3:15    |
| 5.  | „Askew‟                    | 3:38    |
| 6.  | „Songs from Jupiter‟       | 2:44    |
| 7.  | „Tenderness‟               | 5:24    |
| 8.  | „Effect of the First Step‟ | 7:11    |

## Zasedba
Trus!
- Jelena Rusjan — vokal, bas kitara
- Boštjan Simon — vokal, sintesajzer, saksofon
- Marko Lasič — bobni

Ostali
- Jure Vlahovič — snemanje, miksanje
- Neven Smolčič — mastering